# Jean-Antoine Gal
Pour les articles homonymes, voir Gal.
Jean-Antoine Gal (Torgnon, 28 juin 1795 - Aoste, 17 décembre 1867) est un religieux, historien et archéologue valdôtain fameux surtout pour ses études concernant les vestiges romains en Vallée d'Aoste.

## Biographie
Jean Antoine Gal nait à Torgnon de Jacques François et de son épouse Marie-Joseph Gaspard. Ordonné prêtre le 19 décembre 1818, docteur en théologie de l'Université de Turin le 27 mai 1820. Professeur de Théologie dogmatique au Collège puis au Grand-Séminaire de 1823 à 1867. chanoine en 1823 de la Collégiale de Saint-Ours. Selon une légende, en 1833 il se rend à Turin pour supplier aux pieds du roi afin que les pierres du Théâtre romain d'Aoste ne soient pas utilisées pour bâtir l'hôtel de ville. Il est élu prieur de la Collégiale de Saint-Ours en 1854 et nommé vicaire général (1854-1859). Membre de l'Académie de Savoie dès 1833, il est fait chevalier d l'Ordre de Saint-Maurice le 7 aout 1849.
En 1855, sur invitation de l'Académie prussienne des sciences, il a aidé Théodore Mommsen lors de ses recherches concernant les inscriptions romaines à Aoste pour la rédaction du Corpus Inscriptionum Latinarum. Il fonde avec d'autres intellectuels valdôtains, aussi bien religieux que laïcs, l'Académie Saint-Anselme en 1855, qui a pour but, entre autres, d'établir un catalogue et de  sauvegarder les restes romains d'Aoste et l'historiographie locale. Il en assume la présidence jusqu'à sa mort en 1867. Il a été également président du Comité pour la conservation des antiquités du Duché d'Aoste.
Il est élu le 15 mars 1833 à l'Académie des sciences, belles-lettres et arts de Savoie, avec pour titre académique Agrégé.

## Œuvres
- Correspondance du prieur Jean-Antoine Gal avec les frères Promis, a cura di Julien Pignet, in "Archivum Augustanum", 7 (1974-1975); ristampa Aosta: Imprimerie valdôtaine , 1969.
- Vie de Saint Grat, évêque et patron du diocèse d'Aoste ; suivie de quelques réflexions pratiques, nouvelle éd. entièrement refondue, Aoste: Pierre-Albert Ibertis, 1829.
- Coup-d'œil sur les antiquités du duché d'Aoste : mémoire, Aoste: Tipographie Louis Mensio, 1862. Cet ouvrage comporte la première carte archéologique de la Vallée, constitue un témoignage de sa passion et de sa rigueur scientifique.
- L'insigne collégiale de Saint Pierre et de Saint Ours d'Aoste, Aoste, Imprimerie Lyboz, 1864.
- (la) Monumenta quinque historica augustana : sæculis XI-XVI exarata, studio canonici Ioannis Antonii Gal primo edita; nunc prolegomenis et indicibus ornata iterum divulgata curante Archivio Historico Augustano, Augustæ Taurinorum, 1968.
- Recherches sur le chef de Saint Maurice d'Agaune, Annecy: J. Niérat, 1887.

## Hommage
Le nom de Jean-Antoine Gal est conservé odonymie : à Aoste, une ruelle donnant sur l'avenue Frédéric Chabod, près du cours du Buthier, porte son nom.

## Sources
- Abbé Joseph-Marie Henry, Histoire populaire religieuse et civile de la Vallée d'Aoste. Imprimerie Marguerettaz, Aoste (1929) ; réédition en 1967 « Le prieur Gal (1795-1867) » chapitre 385 p. 449-450.
- Pierre-Étienne Duc Le clergé d'Aoste de 1800 à 1870, J.-B. Mensio imprimeur éditeur à Aoste, 1870 p. 81-82.